# Willy Stöhr
Willy Stöhr (* 23. März 1905 in Ulm; † 24. Mai 1997) war ein deutscher Bauingenieur. Er war für Deutschland einer der Pioniere bei der Anwendung von Spannbeton im Brückenbau und zeigte Anfang der 1950er Jahre in Heilbronn dessen Verwendungsmöglichkeit im Großbrückenbau auf.

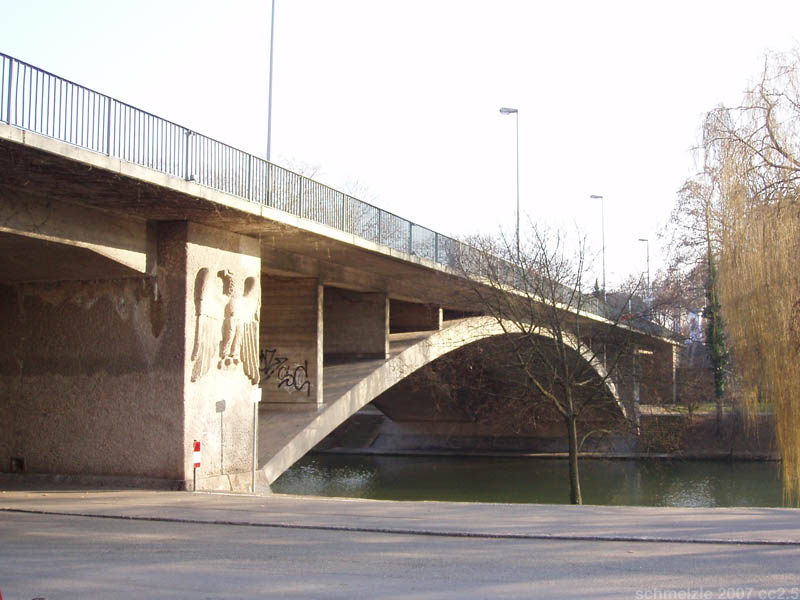
Rosenbergbrücke Heilbronn

## Vorkriegszeit
Stöhr war der Sohn eines Steinmetzmeisters am Ulmer Münster und studierte nach dem Abitur 1923 (an der Oberrealschule Ulm) Bauingenieurwesen an der Technischen Hochschule Stuttgart. Er schloss das Studium 1927 als Jahrgangsbester ab. Zu seinen Lehrern zählten Emil Mörsch, Hermann Maier-Leibnitz und Leopold Rothmund. Mörsch vermittelte ihn zur Bauunternehmung Wayss & Freytag nach Berlin – Mörsch war zuvor technischer Direktor bei Wayss & Freytag gewesen und dem Unternehmen nach wie vor als Berater eng verbunden. 1929 wechselte Stöhr wegen der schlechten wirtschaftlichen Lage in den Staatsdienst zum Straßen- und Wasserbauamt Reutlingen. 1931 wurde er zum Regierungsbaumeister (Assessor in der öffentlichen Bauverwaltung) ernannt. Er war Bauleiter bei den Staustufen Rockenau und Neckarzimmern. Ab 1934 arbeitete er bei der Bauleitung der Reichsautobahn in Stuttgart unter Karl Schaechterle und Emil Klett. Dort lernte er auch Fritz Leonhardt kennen, mit dem er befreundet blieb. Zu seinen Projekten gehörte die Neckarbrücke in Unterboihingen (eine Dreigelenk-Bogenscheibenbrücke), die Donaubrücke Leipheim und die Rohrbachbrücke bei Eltingen, alles Stahlbeton-Bogenbrücken. Den Wettbewerb um die Rohrbachbrücke gewann er gegen Fritz Leonhardt, als architektonischer Berater war Paul Bonatz beteiligt. 1937 wechselte er in das Tiefbauamt der Stadt Heilbronn (zuständig für Brücken und Gewässer). Dort entwarf er die 1939 fertiggestellte Rosenbergbrücke, die im Krieg zerstört und 1950 nach Stöhrs Plänen wiederaufgebaut wurde. Materialengpässe aufgrund des Kriegsbeginns konnte er mit Hilfe von Mörsch überwinden, weitere geplante Brücken entfielen aber. 1938 trat er (rückdatiert) in die NSDAP ein, außerdem war er von 1934 bis 1939 SA-Mitglied.

## Zweiter Weltkrieg
1939 ging er für die Organisation Todt nach Posen, wo er die zerstörten Warthebrücken neu aufbauen sollte. Er plante eine Spannbetonbrücke, die aber nicht mehr zur Ausführung kam. Die Vorspannglieder wurden in Polen für eine andere Brücke in Lomza verwendet. 1942 wurde er Oberregierungsbaurat in der Reichsstraßenverwaltung Berlin unter Karl Schaechterle. 1943 wurde er zu einer Pioniereinheit eingezogen, bald darauf aber von Fritz Leonhardt für den Bau von Ölschiefer-Raffinerien in Estland (Baltölwerke) eingesetzt. Dort lernte er Wolfhardt Andrä kennen und befreundete sich mit ihm. Zur Weiterbildung in Sachen Spannbeton reiste Leonhardt selbst zu Eugène Freyssinet nach Frankreich und sandte Stöhr zu Gustave Magnel nach Belgien. Nachdem durch den Verlauf des Krieges und das Vordringen der Roten Armee der Bau der Baltölwerke aufgegeben werden musste, wurde Stöhr als Oberbauleiter beim Bau des geplanten Führerhauptquartiers Projekt Riese im Eulengebirge eingesetzt – nach wie vor unter Gesamtleitung von Leonhardt, der sich aber bald nach München versetzen ließ. Im Dezember 1944 ließ Stöhr sich nach Norwegen versetzen, wo er bis zur Kapitulation 1945 blieb.

## Nachkriegszeit

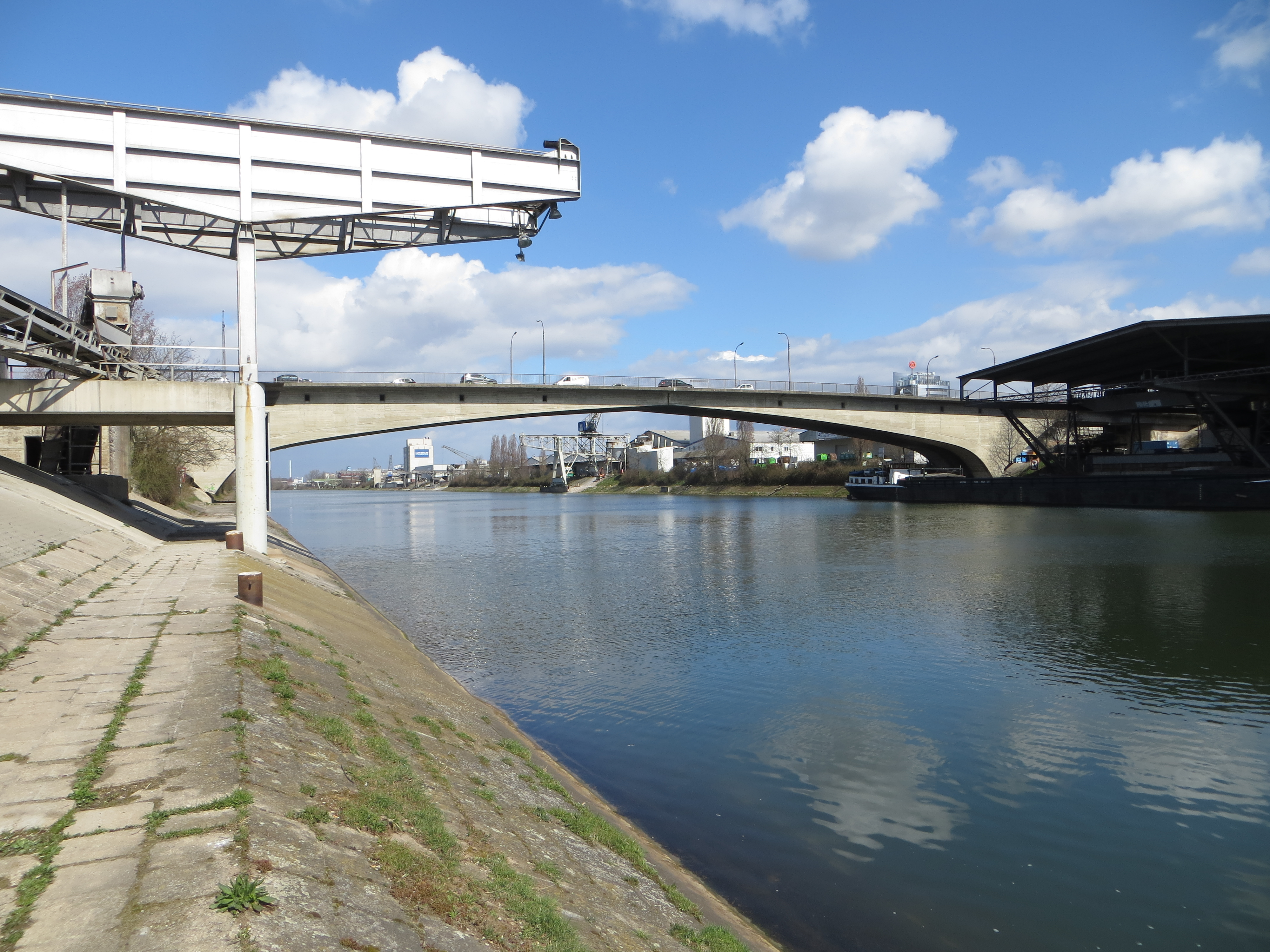
Peter-Bruckmann-Brücke (2015)

Nach französischer Kriegsgefangenschaft war er 1946 wieder in Öhringen und arbeitete als selbständiger Ingenieur. 1946 plante er die Herdbrücke in Ulm für die Arbeitsgemeinschaft Wayss & Freytag / Baresel. Es handelte sich um eine Spannbetonbrücke, für die er einen Bau im Freivorbau vorsah; der Leiter des Tiefbauamts Ulm, Hermann König, bestand aber auf einem Lehrgerüst. 1947 wurde er wieder beim Tiefbauamt Heilbronn eingestellt, wobei er zunächst als Baurat eingestuft wurde und seinen alten Rang als Oberbaurat erst 1960 wieder erreichte. Dort baut er die zerstörten Neckarbrücken wieder auf, zuerst seine eigene Rosenbergbrücke (1950). Mit der Dreigelenkbogenbrücke am Neuen Kanalhafen (Peter-Bruckmann-Brücke) baute er die weltweit erste Spannbetonbrücke mit mehr als 100 m Spannweite. Es folgten bis 1951 die Brücken Obere Badstraße (Böckinger Brücke, unter Beteiligung von Fritz Leonhardt) und Neckargartach. Gebaut wurden sie bis auf Neckargartach von Wayss & Freytag. In Neckargartach gewann das Stuttgarter Bauunternehmen Ludwig Bauer die Ausschreibung. Dort wurden erstmals im Großbrückenbau Leoba-Spannglieder (Akronym aus den Namen der Entwickler Fritz Leonhardt und Willi Baur) eingesetzt. Von den Brücken in Heilbronn existierten 2018 noch die Peter-Bruckmann-Brücke und die Rosenbergbrücke. Die Brücke von Neckargartach musste wegen Frost-Tausalz-Schäden 1998 abgerissen werden, die Böckinger Brücke hatte Probleme mit Scheitelabsenkungen aufgrund mangelhafter Betonzuschlagstoffe und wurde 2000 durch eine Stahlverbundbrücke ersetzt. Den Heilbronnern ist Stöhr auch durch die Gestaltung des Neckarufers (1955) bekannt.
1968 ging er als Leiter des Tiefbauamtes Heilbronn in den Ruhestand.
Mitte der 1990er Jahre kam es um den Zustand der Brücken in Heilbronn zu einer öffentlichen Diskussion, die sich auch allgemein gegen den Spannbeton richtete. Das setzte Stöhr zu, auch wenn ihm damals Fritz Leonhardt öffentlich beisprang.